# Sabrina (1995)
Sabrina is een Amerikaanse en Duitse romantische komedie uit 1995 van Sydney Pollack met in de hoofdrollen onder meer Harrison Ford, Julia Ormond en Greg Kinnear. De film is een nieuwe versie van de gelijknamige film uit 1954 (met onder meer Audrey Hepburn), die zelf weer gebaseerd was Samuel A. Taylors toneelstuk Sabrina Fair uit 1953.

## Verhaal
Sabrina Fairchild (Julia Ormond) is de dochter van Thomas, de chauffeur van de rijke familie Larrabee. Ze is al haar hele leven verliefd op een van de zoons, rokkenjager David Larrabee (Greg Kinnear), die haar totaal niet ziet staan. Als Sabrina terugkeert uit Parijs na een stage bij het blad Vogue, blijkt ze veranderd te zijn in een aantrekkelijke, stijlvolle vrouw. David heeft nu opeens wel belangstelling voor haar, hoewel hij inmiddels verloofd is met arts Elizabeth (Lauren Holly).
Davids oudere en serieuzere broer Linus (Harrison Ford) ziet dit met lede ogen aan omdat het afblazen van het huwelijk ook gevolgen zou hebben voor de geplande fusie tussen de Larrabee Corporation en Tyson Electronics, het bedrijf van Elizabeths vader. Hij besluit daarom te doen alsof hij zelf verliefd is op Sabrina.

## Rolverdeling
| Acteur          | Personage           | Opmerkingen                                  |
| --------------- | ------------------- | -------------------------------------------- |
| Julia Ormond    | Sabrina Fairchild   | dochter van chauffeur van de Larrabees       |
| Harrison Ford   | Linus Larrabee      |                                              |
| Greg Kinnear    | David Larrabee      | jongere broer van Linus                      |
| Nancy Marchand  | Maude Larrabee      | moeder van Linus en David                    |
| Angie Dickinson | Ingrid Tyson        |                                              |
| Richard Crenna  | Patrick Tyson       | baas van Tyson Electronics, Elizabeths vader |
| Lauren Holly    | dr. Elizabeth Tyson | verloofde van David                          |
| John Wood       | Thomas Fairchild    | Sabrina's vader, chauffeur van de Larrabees  |
| Patrick Bruel   | Louis               |                                              |
| Paul Giamatti   | Scott               |                                              |